# Asmir Kolašinac
Asmir Kolašinac (serbisch-kyrillisch Асмир Колашинац; * 15. Oktober 1984 in Skopje, SR Mazedonien) ist ein serbischer Leichtathlet, der sich auf das Kugelstoßen spezialisiert hat. 2013 wurde er in dieser Disziplin Halleneuropameister.

## Sportliche Laufbahn
Erste internationale Erfahrungen sammelte Asmir Kolašinac 2005 für Serbien und Montenegro startend bei den U23-Europameisterschaften in Erfurt, bei denen er mit einer Weite von 15,66 m in der Qualifikation ausschied. Zwei Jahre nahm er für Serbien an der Sommer-Universiade in Bangkok teil und belegte dort mit 18,90 m den sechsten Platz. 2008 konnte er sich weiter steigern und qualifizierte sich erstmals für die Olympischen Spiele in Peking, bei denen er aber mit 19,01 m in der Qualifikation aus, wie auch bei den Weltmeisterschaften im Jahr darauf in Berlin mit einer Weite von 19,67 m. Zuvor gelangte er bei den Studentenweltspielen in Belgrad bis in das Finale, brachte dort aber keinen gültigen Versuch zustande. 2010 schied er bei den Hallenweltmeisterschaften in Doha mit 20,10 m in der Qualifikation aus und bei den Europameisterschaften in Barcelona belegte er mit einem Wurf auf 19,77 m im Finale Rang sieben. Bei den Weltmeisterschaften 2011 wurde er Elfter. Im Jahr darauf schied er bei den Halleneuropameisterschaften in Paris ohne einen gültigen Versuch in der Qualifikation aus, gelangte aber bei den Weltmeisterschaften in Daegu bis in das Finale, in dem er mit 19,84 m auf den zehnten Platz gelangte. 
2012 schied er bei den Hallenweltmeisterschaften in Istanbul mit 19,70 m in der Qualifikation aus, gewann aber Ende Juni bei den Europameisterschaften in Helsinki mit einer Weite von 20,36 m die Bronzemedaille hinter dem Deutschen David Storl und Rutger Smith aus den Niederlanden. Damit qualifizierte er sich erneut für die Olympischen Spiele in London, bei denen er sich mit 20,71 m im Finale auf dem siebten Platz klassierte. Im März 2013 gewann er bei den Halleneuropameisterschaften im schwedischen Göteborg mit einem Stoß auf 20,62 m die Goldmedaille und nahm auch an den Weltmeisterschaften in Moskau teil und wurde dort mit 19,96 m im Finale Zehnter. 2014 schied er aber bei den Hallenweltmeisterschaften im polnischen Sopot mit 20,04 m in der Qualifikation aus, gelangte aber bei den Europameisterschaften in Zürich mit einer Weite von 20,55 m auf dem fünften Rang. Im Jahr darauf gewann er bei den Halleneuropameisterschaften in Prag erneut eine Medaille, musste sich diesmal aber mit 20,90 m dem Deutschen Storl geschlagen geben. Im August nahm er auch an den Weltmeisterschaften in Peking teil und wurde dort mit 20,71 m im Finale Siebter. 
2016 belegte er bei den Europameisterschaften in Amsterdam mit einer Weite von 20,43 m den fünften Platz, schied aber bei seinen dritten Olympischen Spielen mit 20,16 m in der Qualifikation aus, wie auch bei den Halleneuropameisterschaften in Belgrad im Jahr darauf mit 19,96 m. Auch bei den Hallenweltmeisterschaften 2018 in Birmingham schied er mit 19,34 m in der Qualifikation aus, wie auch bei den Europameisterschaften in Berlin, bei denen er keinen gültigen Versuch zustande brachte. 2019 nahm er ein weiteres Mal an den Halleneuropameisterschaften in Glasgow teil, erreichte dort aber mit 19,82 m nicht das Finale, wie auch nicht bei den Weltmeisterschaften in Doha im Oktober mit 19,86 m. Im Jahr darauf gewann er bei den Balkan-Hallenmeisterschaften in Istanbul mit 20,38 m die Silbermedaille und auch bei den Balkan-Meisterschaften 2021 im heimischen Smederevo gewann er mit 20,54 m die Silbermedaille. Anschließend nahm er erneut an den Olympischen Spielen in Tokio teil, verpasste dort aber mit 19,68 m den Finaleinzug. 2022 gelangte er bei den Hallenweltmeisterschaften in Belgrad mit 20,64 m auf Rang elf und Ende Juni gewann er bei den Mittelmeerspielen in Oran mit 20,37 m die Silbermedaille hinter seinem Landsmann Armin Sinančević. Im August belegte er bei den Europameisterschaften in München mit 20,15 m den achten Platz.
2023 verpasste er bei den Halleneuropameisterschaften in Istanbul mit 19,63 m den Finaleinzug. Im Juli gewann er bei den Balkan-Meisterschaften in Kraljevo mit 20,07 m die Silbermedaille hinter dem Bosnier Mesud Pezer und anschließend schied er bei den Weltmeisterschaften in Budapest mit 20,01 m in der Qualifikationsrunde aus. Im Jahr darauf gewann er bei den Balkan-Meisterschaften in Izmir mit 19,87 m die Silbermedaille hinter dem Rumänen Andrei Toader und kurz darauf verpasste er bei den Europameisterschaften in Rom mit 19,19 m den Finaleinzug.
In den Jahren 2008 und 2010 sowie 2011, von 2013 bis 2015 sowie 2018 und 2019 wurde Kolašinac serbischer Meister im Kugelstoßen im Freien sowie 2013 und 2014 sowie von 2017 bis 2019 und 2022 und 2024 auch in der Halle.